# Заполярный (Ямало-Ненецкий автономный округ)
Заполярный — посёлок городского типа в Надымском районе Ямало-Ненецкого автономного округа России. 

## География
Расположен на правом побережье реки Ныда, в 120 км по прямой (225 км по автодороге) к северо-востоку от районного центра, г. Надыма. 

## История
Посёлок Заполярный образован на базе Ныдинского линейного производственного управления магистральных газопроводов (ЛПУ МГ) треста «Тюменьтрансгаз». 18 декабря 1984 года рабочие СМУ-14 Уренгойского треста НГПС на вездеходах прибыли на место, где впоследствии расположился посёлок. Ими были поставлены первые вагончики, подготовлены площадки для посадки вертолётов, доставляющих оборудование для строительства.
В 1985 году образовано Ныдинское ЛПУ МГ. В марте 1986 года начался монтаж на фундаменте газоперекачивающих агрегатов компрессорного цеха «Ямбург — Елец-1», который был запущен 25 июля 1986 года. Одновременно в эксплуатацию сдавались общежития и благоустроенные дома бамовского типа. В апреле-мае на станцию прибыла группа молодых специалистов — инженеров, которые стали первыми работниками образованного Ныдинского линейного производственного управления магистральных газопроводов.
Жилой посёлок рос и развивался вместе с предприятием, приезжали новые специалисты с детьми, для которых в новом общежитии была выделена комната — импровизированный детский сад, официально открывшийся в феврале 1988 года. 1 сентября 1987 года была открыта начальная школа, в 1988 году она стала восьмилетней, ещё через два года средней.
3 июня 1998 года поселению присвоен статус посёлка городского типа.
С 2005 до 2020 гг. образовывал городское поселение посёлок Заполярный, упразднённое в связи с преобразованием муниципального района в муниципальный округ.

## Население
| 2002  | 2009  | 2010  | 2011  | 2012  | 2013  | 2014  |
| ----- | ----- | ----- | ----- | ----- | ----- | ----- |
| 995   | ↗1028 | ↘1024 | ↗1033 | ↗1047 | ↘1035 | ↗1062 |
| 2015  | 2016  | 2017  | 2018  | 2019  | 2020  | 2021  |
| ↘1022 | ↘948  | ↘926  | ↘875  | ↘854  | ↘824  | ↗1026 |

## Социально значимые объекты
- Средняя школа, детский сад-ясли, дом культуры, гостиница, аптека, физкультурно-оздоровительный комплекс.

## Транспорт
Автомобильное сообщение с Надымом и Новым Уренгоем. Расстояние до Надыма — 225 км, до посёлка Пангоды — 90 км, до Нового Уренгоя — 220 км.